# Golubac
Golubac (em cirílico:Голубац) é uma vila e um município da Sérvia localizada no distrito de Braničevo, na região de Braničevo. A sua população era de 9913 habitantes no município e 1896 habitantes da vila segundo o censo de 2002.

## Demografia
| 1948  | 1953  | 1961  | 1971  | 1981  | 1991  | 2002  |
| ----- | ----- | ----- | ----- | ----- | ----- | ----- |
| 1 373 | 1 430 | 1 743 | 1 779 | 1 924 | 1 995 | 1 896 |